# Chroom(III)chloride
Chroom(III)chloride (CrCl3) is een chroomzout van waterstofchloride, met chroom in de oxidatietoestand +III. Chroom(III)chloride vormt verschillende hydraten, de watervrije vorm, een purperkleurige, kristallijne vaste stof is bijna niet oplosbaar in water. Ook komt het voor als hexahydraat (CrCl3 · 6 H2O), dat wel oplosbaar is. Het hexahydraat komt in verschillende isomerische vormen voor die van kleur verschillen. De meest voorkomende vorm is donkergroen.

## Synthese
Watervrij chroom(III)chloride kan bereid worden door chloorgas over een mengsel van chroom(III)oxide en koolstof te leiden:
{\displaystyle {\ce {Cr2O3 + 3C + 3Cl2 -> 2CrCl3 + 3CO}}}
Het hexahydraat wordt bekomen door chroom(III)hydroxide met zoutzuur te behandelen:
{\displaystyle {\ce {Cr(OH)3 + 3HCl + 3H2O -> CrCl3 . 6H2O}}}
Door dit zouthydraat te verwarmen in aanwezigheid van thionylchloride kan het watervrije zout bekomen worden.

## Toepassingen
- Katalysator of precursor van katalysatoren van chemische reacties, onder meer voor de polymerisatie van olefinen
- de bereiding van andere chroomverbindingen
- verchromen in de galvanotechniek
- organische complexen op basis van chroom(III)chloride zijn geschikt voor het waterdicht maken van leer[2] en weefsels[3]
- chroom(III)chloride, hexahydraat en sommige andere chroom(III)verbindingen, zijn in bepaalde bijzondere voedingssupplementen aanwezig.